# Kiowa-Apache (taal)
Het Kiowa-Apache of Plains Apache is de oorspronkelijke taal van de Kiowa-Apache. Het behoort tot de zuidelijke (Apache) tak van de Athabaskische talen en is binnen die tak de meest afwijkende taal.
Tot omstreeks 1300 waren de Apache een homogene groep met dezelfde taal. Rond 1300 splitste het Kiowa-Apache zich af en begon zich te ontwikkelen tot een aparte taal. De sprekers van deze taal, de Kiowa-Apache, zijn altijd een klein volk geweest. In het verleden telden ze nooit veel meer dan 350 personen, dus Kiowa-Apache had nooit meer dan enkele honderden sprekers. Omdat de Kiowa-Apache meer en meer het Engels zijn gaan gebruiken is hun oorspronkelijke taal in snel tempo verdwenen. In de census van 1990 werden er nog 18 sprekers geteld. In 2007 waren er nog maar drie moedertaalsprekers over, plus een aantal personen die de taal een beetje beheersten als tweede taal. Er waren echter geen vloeiende tweedetaalsprekers. De laatste persoon die Kiowa-Apache als moedertaal sprak overleed in februari 2008. Tegenwoordig zijn er naar schatting nog een paar dozijn sprekers, die echter geen van allen de taal vloeiend beheersen. Anno 2013 was Sean O'Neill van de Universiteit van Oklahoma bezig om samen met hen een woordenboek van de taal samen te stellen.
Net als andere Apachetalen is het Kiowa-Apache een toontaal en kent het een SOV-volgorde en complexe polysynthetische werkwoorden.